# Able to Love
Singles de Benny Benassi
Satisfaction
(2003) No Matter What You Do
(2004)
Pistes de Hypnotica
Satisfaction
(1) No Matter What You Do
(3)
Able to Love est une chanson de Benny Benassi et The Biz sortie en août 2003 sous le major Universal. 1er single extrait de l'album Hypnotica, la chanson a été composée et produite par Alessandro Benassi et Marco Benassi. Le single se classe dans 7 hit-parades de pays différents en France, aux Pays-Bas, en Allemagne, en Belgique (Flandre et Wallonie), en Grèce, en Suisse, dont le top 20 en France.

## Formats et liste des pistes
CD-Maxi
1. Able to Love (Radio Edit) - 3:27
2. Able to Love (Sfaction Mix) - 5:22
3. Able to Love (G. Freaks Deep Mix) - 6:22
4. Able to Love (Freaks Porno's Mix) - 6:24
5. Able to Love (Extended Full) - 7:01
6. Able to Love (Extended Instrumental) - 7:01

12" Maxi
1. Able to Love (Sfaction Mix) - 5:22
2. Able to Love (G. Freaks Deep Mix) - 6:22
3. Able to Love (G. Freaks Porno's Mix) - 6:24
4. Able to Love (Extended Full) - 7:01
5. Able to Love (Extended Instrumental) - 7:01

## Classements par pays
| Classement                              | Meilleure Position |
| --------------------------------------- | ------------------ |
| Allemagne (Singles Top 100)             | 51                 |
| France (SNEP)                           | 18                 |
| Grèce                                   | 19                 |
| Pays-Bas (Nederlandse Top 40)           | 33                 |
| Belgique (Flandre Ultratop 50 Singles)  | 38                 |
| Suisse (Schweizer Hitparade)            | 91                 |
| Monde                                   | 98                 |
| Belgique (Wallonie Ultratop 50 Singles) | 24                 |